# Tramonto e polvere
Tramonto e polvere (titolo originale: Sunset and Sawdust, letteralmente "tramonto e segatura") è un romanzo noir di Joe R. Lansdale pubblicato negli Stati Uniti nel 2004 e nel 2005 in Italia.

## Trama
La rossa Sunset Jones da anni sopporta le aggressioni del violento marito Pete, sceriffo del piccolo villaggio di minatori e boscaioli di Camp Rapture (Texas). Durante un ciclone, per difendersi dall'uomo che, in uno dei più brutali eccessi d'ira la sta stuprando e picchiando a morte, lo uccide sparandogli con la sua stessa pistola. Sunset, malconcia, si rifugia a casa dei suoceri, agiati imprenditori del legname. La suocera Marylin, venuta a sapere della morte del figlio Pete, inizialmente si scaglia contro la nuora ma, successivamente, ne prende le parti, rendendosi conto che le violenze coniugali che Sunset sopportava da anni erano simili a quelle che lei stessa pativa ad opera del marito James. La ribellione della nuora dà a Marilyn il coraggio di ribellarsi a sua volta; una notte coglie di sorpresa il marito durante il sonno, lo picchia con un rastrello e lo costringe ad abbandonare la casa. L'affronto è così grande che James si uccide lasciando la moglie a capo della segheria. Henry Shelby, il socio di minoranza della segheria dei Jones, che da anni ha manomesso la contabilità dell'impresa, si fa avanti per prendere il posto dello sceriffo morto, minacciando di voler arrestare Sunset per l'omicidio del marito. Marilin prende le difese di Sunset e, forte dell'ascendente che ha sugli abitanti di Camp Rapture, per la maggior parte suoi dipendenti, convince l'assemblea cittadina ad affidare l'incarico di sceriffo alla nuora, affiancandole come aiutanti due dei suoi taglialegna: Clyde Fox e Hillbilly. Quest'ultimo è un hobo che è stato da poco assunto nella segheria e che vive suonando la chitarra in giro per gli USA. Dietro ai modi cortesi e all'aspetto affascinante, nasconde un carattere opportunista e violento; ha appena ucciso due ladri in un treno e tre uomini casualmente incontrati nei boschi ai quali ha rubato alcuni oggetti.
Sunset non fa in tempo a organizzarsi nel nuovo incarico che viene chiamata in supporto ai vicesceriffi di Holiday, il paese vicino, nel quale un nero si era barricato nel cinema dopo aver ucciso lo sceriffo. Sunset, Clyde e Hillbilly si recano a Holiday e qui la donna, in modo avveduto, convince il nero asserragliato nel locale ad arrendersi e a consegnarsi alla giustizia. Sunset difende l'assassino dal linciaggio della folla e lo affida allo sceriffo di un altro paese. Questa coraggiosa azione le attira la riconoscenza del cugino dell'assassino, il gigantesco nero Bull, l'unico capace di fronteggiare il Ku Klux Klan locale. Un giorno nel fertile appezzamento del nero Zando viene ritrovato un corpo di un neonato, sporco di pertrolio. Dopo pochi giorni viene rinvenuto anche il cadavere di una donna, anc'esso sporco di petrolio. L'autopsia rivela che la donna, uccisa con un colpo di pistola, era incinta e che il suo bambino le era stato asportato dal ventre. Il corpo risulta essere quello di Jimmie Jo French, l'amante di Pete. I sospetti dei cittadini di Camp Rapture, fomentati da Henry Shelby, si rivolgono contro Sunset che tuttavia non accetta di rimettere l'incarico e scopre alcune irregolarità nei documenti catastali dei terreni di Zando. Indagando nella sede del comune di Holiday scopre che i documenti sono stati manomessi enucleando dalla proprietà del nero alcuni lotti ricchi di petrolio. Dietro alla truffa vi sono John McBride, losco trafficante di Holiday e lo stesso Henry Shelby che, dopo aver comprato il silenzio di Pete e eliminato scomodi complici, avevano architettato la truffa.
Nel frattempo Sunset ha una storia con Hillbilly, ma si rende conto che l'uomo ha avuto rapporti anche con la figlia adolescente, mettendola incinta. Messo alle strette l'uomo abbandona Camp Rapture e si rifugia ad Holiday dove viene raggiunto dall'altro aiutante di Sunset, Clyde, che, nel tentativo di punirlo picchiandolo, viene invece pestato a sua volta. Nel frattempo, dopo molti anni, ritorna a Camp Rapture l'ex pastore Lee Beck, fuggito anni addietro dal paese dopo aver avuto una relazione con una donna. Venuto a sapere che la donna era incinta e che la figlia, Sunset, ha a sua volta una figlia, decide di riallacciare i rapporti con la famiglia di cui ignorava l'esistenza. Sunset, dopo iniziale avversione nei confronti del padre, si affeziona all'uomo decidendo di perdonarlo. È lo stesso Lee a tornare ad Holiday e a picchiare Hillbilly; quest'ultimo decide di vendicarsi contro gli ex compagni e si reca da John McBride raccontando al malfattore le scoperte di Sunset in merito alla truffa da questi ordita.
Rooster, il vicesceriffo di Holiday, seppure corrotto e in combutta con John McBride, in un moto di orgoglio e terrorizzato da Two, il folle fratellastro di McBride, decide di mettere in guardia Sunset. Nonostante l'avvertimento, Two, Henry e altri accoliti di McBride riescono ad irrompere nell'accampamento dove si erano nascosti Clyde, Karen e Goose, quest'ultimo un giovane vagabondo conosciuto casualmente da Lee e da questi preso a ben volere. Goose muore per difendere Karen, di cui si era innamorato, mentre Clyde riesce a mettersi in salvo con la ragazza. Two, dopo aver ucciso Goose, si rivolge contro Henry e, seguendo gli ordini del fratello, lo uccide, liberandosi di uno scomodo complice. Sunset, folle d'ira, decide di regolare i conti e organizza una posse contro la banda di Holiday, formata da lei stessa, il padre, Clyde e il nero Bull, nel frattempo rintracciato. Nel regolamento di conti, durante un'invasione di cavallette, muore Bull e McBride, mentre vengono feriti Lee e Hillbilly. Two riesce a fuggire, colpito a morte, e viene ritrovato poco dopo a Camp Rapture.
Il caso sembrerebbe chiuso, ma la caparbietà di Sunset mette in luce altri segreti: Jimmie Jo French non era stata uccisa da McBride, ma da questi creduta morta, soffocata in una pozza di petrolio, era stata ritrovata casualmente in fin di vita da Marilyn, la suocera di Sunset che, dopo aver tentato di far nascere il bambino, l'aveva finita con un colpo di pistola. Sunset decide di lasciare Camp Rapture con il ritrovato Lee e con la figlia, lontano da quel luogo pieno di falsità.

## Personaggi
Pete JonesLo sceriffo di Camp Rapture, di carattere violento, specie con la moglie Sunset; viene da questa ucciso per legittima difesa durante l'ennesima violenta aggressione.
SunsetIl suo nome è Carrie Lynn Beck ma è soprannominata Sunset (in lingua inglese, letteralmente, tramonto) per via del colore rosso dei suoi capelli. Dopo aver ucciso il violento marito Pete, ne prende il posto come sceriffo nel piccolo villaggio di residenza.
HillbillyTrentenne dal bellissimo aspetto. Vive suonando la chitarra in giro per gli Stati Uniti, approfittando del suo fascino per circuire belle donne, senza farsi scrupoli di uccidere e rapinare all'occorrenza. Di lui si innamorano sia Sunset che l'adolescente figlia, Karen, con le quali l'uomo ha dei rapporti.
Marilyn JonesLa madre di Pete e suocera di Sunset. Dopo il suicidio del marito James, torna a dirigere la ricca segheria di famiglia.
James Wilson JonesIl padre di Pete, anch'egli violento nei confronti della moglie. Cacciato di casa dalla donna, oramai stanca di sopportare le quotidiane violenze, si uccide.
Henry ShelbySocio di minoranza della segheria dei Jones; da anni ha manomesso la contabilità dell'impresa e ha messo in piedi un piano per impossessarsi di terreni ricchi di petrolio a discapito dei legittimi proprietari di colore.
Karen JonesL'adolescente figlia di Sunset. Si innamora di Hillbilly e, circuita, rimane incinta.
Clyde FoxLavorante nella segheria dei Jones. Viene ingaggiato come vicesceriffo per aiutare Sunset, di cui è innamorato, non ricambiato. Tra i due nasce un rapporto di affetto e di amicizia.
Jimmie Jo FrenchL'amante di Pete, incinta di questi. Viene ritrovata morta con un colpo in testa, il cadavere privo del bambino e cosparso di petrolio. Del suo omicidio viene inizialmente sospettata Sunset.
RoosterIl corrotto vicesceriffo di Holiday.
Bull Thomas StackerleeGigantesco nero che vive come eremita nel folto della foresta. Unico capace di opporsi ai membri locali del Ku Klux Klan, è riconoscente nei confronti di Sunset che si era schierata contro il linciaggio del cugino, le promette aiuto in caso di necessità.
John McBrideLosco trafficante di Holiday, è in combutta con Henry Shelby per appropriarsi dei terreni petroliferi della zona a discapito dei legittimi proprietari, falsificando i documenti. Ha già fatto uccidere dal folle fratellastro Two il sindaco di Holiday, l'amante di Pete Jones e chiunque si fosse messo contro di lui.
TwoL'enorme nero, braccio destro di McBride e probabilmente suo fratello illegittimo. Completamente pazzo, a causa di un colpo di zoccolo di mulo alla testa, subito anni addietro, uccide con leggerezza credendo così di potersi appropriare delle anime delle vittime. In lui albergano due distinte personalità e per questo viene soprannominato "Two" (in inglese, letteralmente, "due").
Lee BeckEx pastore, fuggito anni addietro dal paese dopo aver avuto una relazione con una donna, la madre di Sunset. Ignorando di avere una figlia, ritorna a Camp Rapture per fare i conti con il suo passato. Scoprirà così di avere una figlia e una nipote, mettendosi al suo fianco per difenderla.
GooseUn giovane vagabondo conosciuto casualmente da Lee durante il viaggio e da questi salvato dopo essere stato morso da un serpente. Accolto da Sunset e dai suoi amici, si innamora di Karen; viene ucciso da Two mentre tentava di difendere la ragazza e i suoi compagni.
Aunt CaryLa nera levatrice che salva Goose dal veleno di serpente e aiuterà Karen ad abortire.
BenUn cane randagio adottato da Sunset. Viene ucciso da Two mentre si era scagliato contro di lui per difendere Karen.
ZendoIl nero proprietario dei terreni petroliferi contesi e sui cui appezzamenti vengono ritrovati i cadaveri di una donna e del suo bambino nato morto.

## Edizioni
- (EN) Joe R. Lansdale, Sunset and Sawdust, Knopf / Random House, 2004,  p. 321, ISBN 0-375-41453-3.
- Joe R. Lansdale, Tramonto e polvere, traduzione di Luca Conti, Stile libero Big, Torino, Einaudi, 2005,  p. 373, ISBN 88-06-16955-6.
- (FR) Joe R. Lansdale, Du sang dans la sciure, traduzione di Bernard Blanc, Parigi, Gallimard, 2010.
- (PL) Joe R. Lansdale, Odważna, traduzione di Tomasz S Gałązka, Toruń, Wydawnictwo "C&T", 2010.
- (DE) Joe R. Lansdale, Kahlschlag Roman, traduzione di Katrin Mrugalla, Berlino, Suhrkamp, 2012.
- Joe R. Lansdale, Tramonto e polvere, traduzione di Luca Conti, Super ET, Torino, Einaudi, 2018,  p. 384, ISBN 9788806238858.